# Krzyżanki-Dwór
Krzyżanki-Dwór – część wsi Krzyżanki w Polsce, położona w województwie wielkopolskim, w powiecie gostyńskim, w gminie Pępowo.
W latach 1975–1998 Krzyżanki-Dwór należały administracyjnie do województwa leszczyńskiego.